# Mariä Heimsuchung (Gottmannshofen)

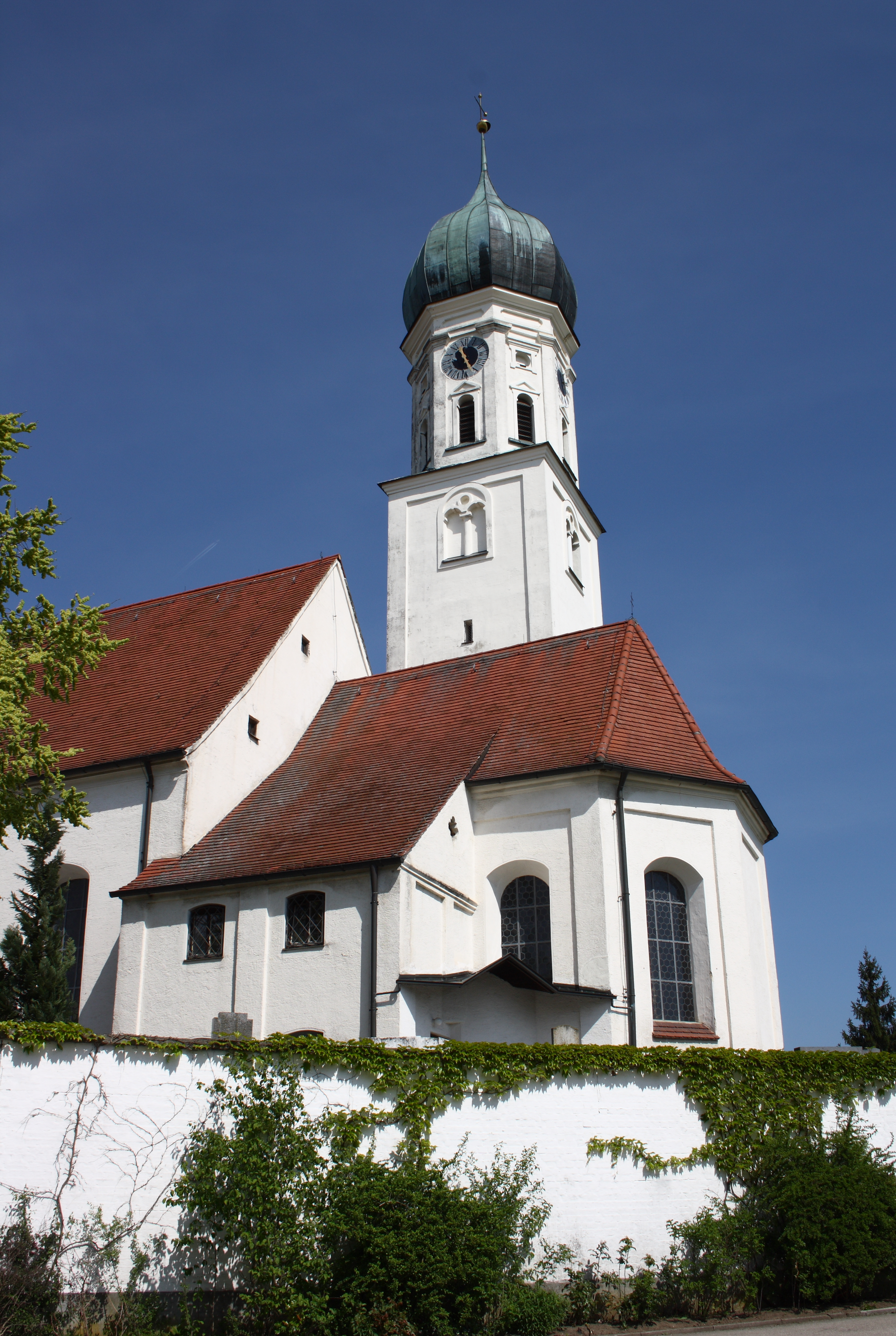
Katholische Pfarr- und Wallfahrtskirche Mariä Heimsuchung in Gottmannshofen

Die römisch-katholische Pfarr- und Wallfahrtskirche Mariä Heimsuchung in Gottmannshofen, einem Stadtteil von Wertingen im Landkreis Dillingen an der Donau im bayerischen Regierungsbezirk Schwaben, ist ein Barocker Bau aus dem 17. Jahrhundert. 1762/63 erhielt die Kirche ihre Ausstattung mit Fresken und Stuck im Stil des Rokoko.

## Lage
Die Kirche liegt erhöht am südlichen Rand des Ortes in einem ummauerten Friedhof.

## Geschichte
Die Entstehung der Pfarrei Gottmannshofen wird auf das 5. Jahrhundert, in die Zeit der fränkischen Königsherrschaft, zurückgeführt. Erstmals wurde die Pfarrei 1272 urkundlich erwähnt. 1673/74 wurde unter dem Pfarrer Andreas Bunk ein Neubau der alten Kirche errichtet. Dabei wurde das gotische Langhaus vergrößert, wobei man die Nagelfluhquader des romanischen Vorgängerbaus wiederverwendete. Es entstand ein neuer Chorraum und der Turm wurde erhöht.
Am 10. Juli 1674 wurde die neue Kirche vom Augsburger Weihbischof Kaspar Zeiler geweiht. Die Innenausstattung wurde erst 90 Jahre später geschaffen. Johann Baptist Enderle führte die Deckenfresken im Chor und Langhaus und an der Orgelempore aus. Franz Xaver Feuchtmayer schuf den Stuck. Balthasar Amann aus Wertingen fertigte den Hochaltar und die beiden Seitenaltäre, sein Sohn Elias Amann schnitzte die Kanzel.

## Wallfahrt

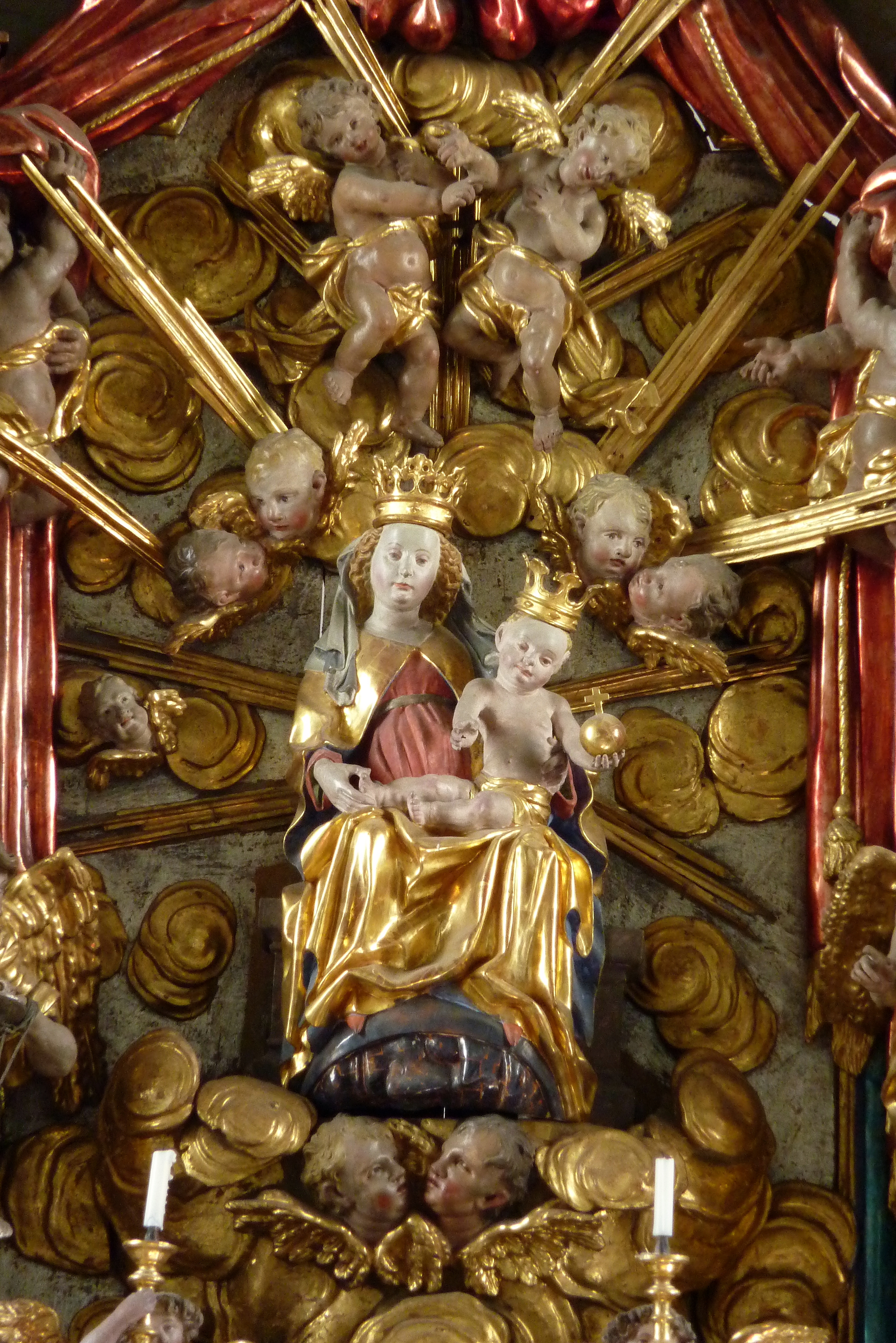
Gnadenbild im Hochaltar, um 1480

Seit dem 2. Juli 1345 ist Mariä Heimsuchung das Patrozinium der Kirche. Wann die ersten Wallfahrten einsetzten, ist nicht bekannt. Ziel der Wallfahrt ist ein Gnadenbild aus der Zeit um 1480, eine spätgotische Schnitzerei eines unbekannten Künstlers. Es befindet sich im Zentrum des Hochaltars. Maria sitzt auf einem Thron inmitten eines Strahlenkranzes. Sie ist umgeben von Engelsköpfen, auf ihrem Schoß sitzt das Jesuskind, beide tragen Kronen auf dem Haupt.
Am 13. September 1947 führte Pfarrer Johann Käßmair die Fátimawallfahrt ein. Seitdem wird neben der Gnadenfigur eine Fátima-Madonna verehrt.

## Architektur
Im Chorwinkel erhebt sich der quadratische Turm, der im oberen Geschoss mit Zwillingsfenstern versehen ist, die wie die Rundbogenfenster des oktogonalen Aufbaus als Klangarkaden dienen. Der Turm ist mit einer Zwiebelhaube gedeckt.
An das vierachsige Langhaus schließt sich ein eingezogener Chor mit seitlich angebauter Sakristei an.
Das Langhaus ist mit einer Flachtonne gedeckt, in die sich die Stichkappen über den großen Rundbogenfenstern einschneiden. Die Wände sind durch kaum vorstehende Pilaster gegliedert, deren Kapitelle mit Voluten und Blattwerk verziert sind.

## Stuck und Deckenbilder

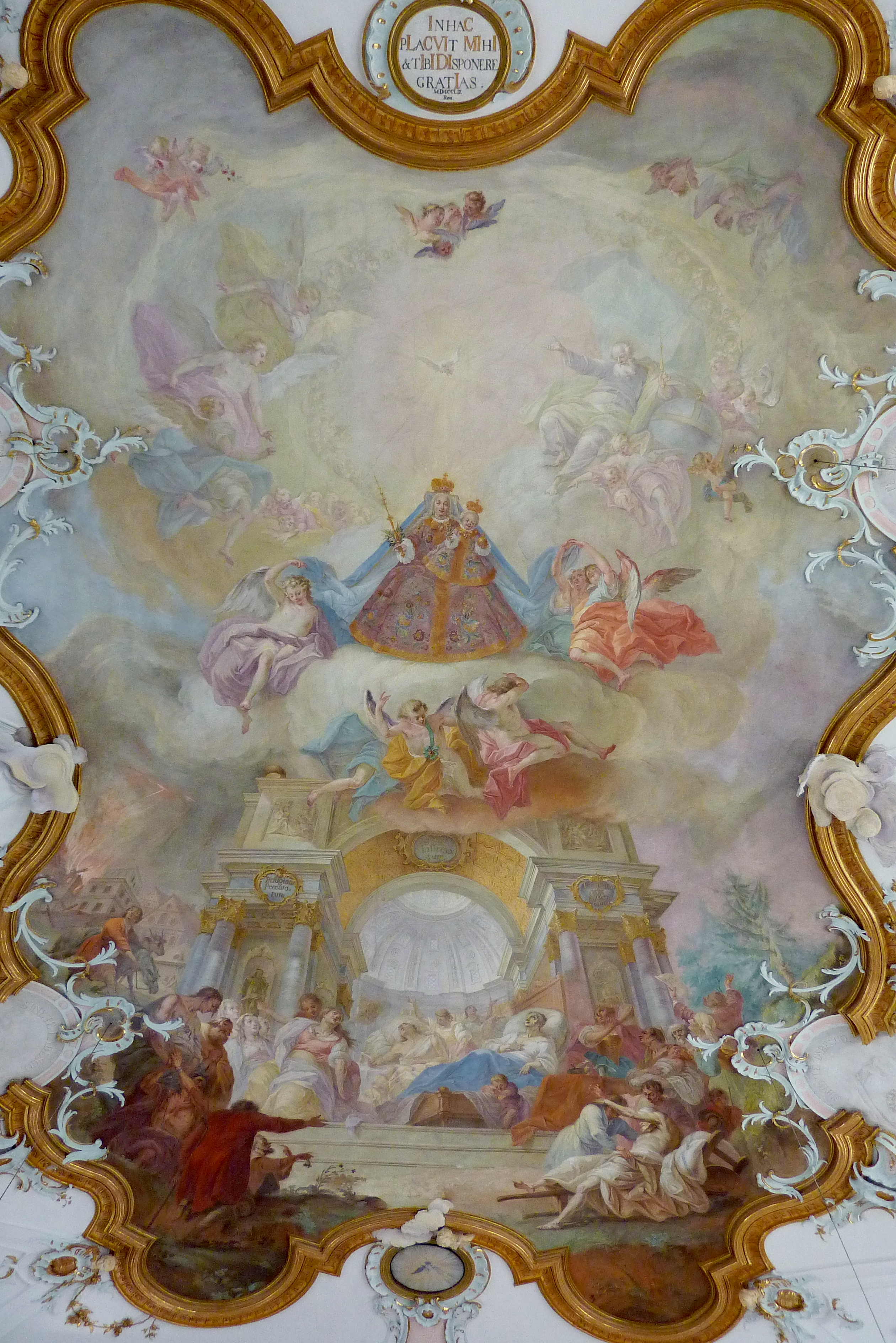
Deckenfresko des Langhauses, Maria als Schutzmantelmadonna, oben Chronogramm, unten Heilig-Geist-Loch

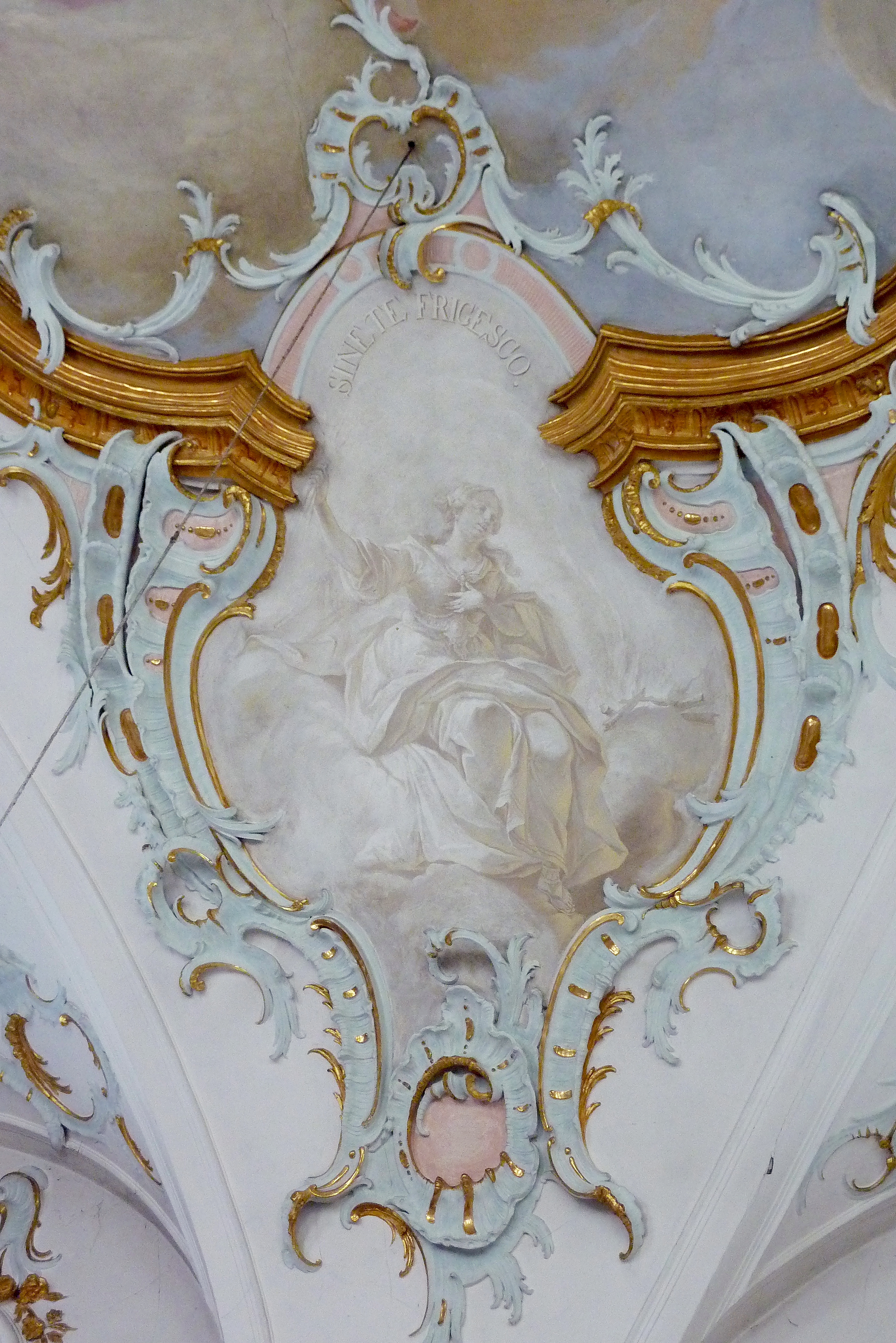
Grisaille-Fresko in Stuckrahmen mit allegorischer Darstellung des Feuers

Der Stuck in zarten Grün- und Rosatönen mit teilweiser Vergoldung des Wessobrunner Künstlers Franz Xaver Feuchtmayer des Älteren (auch Feichtmayr geschrieben) weist den für das Rokoko typischen Dekor aus Kartuschen und Muschelschmuck auf. Thema der Deckenfresken von Johann Baptist Enderle ist die Muttergottes.
Das Chorfresko verweist auf das Patrozinium der Kirche und stellt Mariä Heimsuchung dar. Die Begegnung von Maria und Elisabeth findet in einer exotischen Landschaft vor einer antikisierenden Architektur statt.
Über dem Chorbogen ist eine Uhr angebracht. Die seitlichen Stuckkartuschen enthalten die Wappen des Kurfürstentums Bayern und der Freiherren von Pappenheim.
Das Fresko des Langhauses stellt Maria als Himmelskönigin mit Zepter und Krone dar, auf ihrem Schoß das Jesuskind. Zu ihren Füßen, unter einem monumentalen Triumphbogen, kauern Bettler und Krüppel, über die Maria ihren Schutzmantel breitet. Die Kartuschen am Triumphbogen enthalten Inschriften mit den drei Anrufungen aus der lauretanischen Litanei: „Du Heil der Kranken“, „Du Trösterin der Betrübten“, „Du Zuflucht der Sünder“. Das Deckenfresko trägt die Signatur: „Enderle pinxit“ (Enderle malte es). Auf den vier kleineren Grisaillefresken stellen allegorische Frauengestalten die vier Elemente dar. Sie sind mit lateinischen Inschriften versehen: „Sine te frigesco“ (Feuer/ohne dich erfriere ich), „Sine te labesco“ (Luft/ohne dich ersticke ich), „Sine te tabesco“ (Erde/ohne dich verhungere ich), „Sine te marcesco“ (Wasser/ohne dich verdurste ich).
Auch das Fresko über der Orgelempore ist Maria, der Himmelskönigin, gewidmet. Die Fresken an der unteren Orgelempore stellen Szenen aus dem Leben Marias dar (ein Engel verkündet Joachim die Geburt Marias, Geburt Marias, Maria wird von Ammen umsorgt). Die fünf Fresken der oberen Orgelempore stellen musizierende Engel dar, die heilige Cäcilia, die Orgel spielt, König David, der sie auf der Harfe begleitet, und den heiligen Franziskus mit der Laute.

## Chronogramm
Zwischen dem Deckenfresko des Langhauses und dem Fresko über der Orgelempore befindet sich ein Chronogramm mit der Inschrift: „In haC pLaCVIt MIhI et tIbI DIsponere GratIas“ (an diesem Ort hat es mir und dir gefallen, Gnaden zu verteilen). Die Großbuchstaben entsprechen römischen Ziffern und ergeben die Jahreszahl 1763 (MDCCLVIIIIIIII), das Jahr, in dem die Fresken von Johann Baptist Enderle geschaffen wurden.
Ein weiteres Chronogramm befindet sich an der Orgelempore („Da gratIaM CanVer Vnis Inno aC LeonI“), das ebenfalls die Jahreszahl 1763 ergibt.

## Heilig-Geist-Loch
Die kreisrunde Öffnung in der Decke des Langhauses vor dem Chorbogen wird als Heilig-Geist-Loch bezeichnet. An Pfingsten ließ man früher durch diese Öffnung vom Dachboden eine weiße Taube als Symbol des Heiligen Geistes in den Kirchenraum fliegen.

## Ausstattung
- Der Hochaltar im Stil des Spätbarock wurde 1732/33 von Balthasar Amann geschaffen. Im Zentrum befindet sich das Gnadenbild der Muttergottes aus der Zeit um 1480, darunter in der Aussetzungsnische ein Kruzifix mit Johannes, Maria und Maria Magdalena aus der Zeit um 1750. Die seitlichen, fast lebensgroßen Skulpturen des heiligen Franz von Sales (links) und des heiligen Johannes Nepomuk (rechts) entstammen der Werkstatt von Stephan Luidl. Die über den Seitendurchgängen stehenden Figuren, links der heilige Sebastian und rechts der heilige Rochus, wurden 1730 von einem unbekannten Meister geschaffen. Das Altarauszugsbild, ein Ölgemälde auf Leinwand, stellt die Himmelfahrt Marias dar.
- Die Seitenaltäre stammen aus der gleichen Werkstatt wie der Hauptaltar. Auf den Altartischen stehen aus Holz geschnitzte, vergoldete Reliquienpyramiden von 1750/60. Die Ölgemälde (von unbekannten Künstlern, um 1770) stellen den heiligen Franz Xaver (linker Altar) und den heiligen Aloisius von Gonzaga (rechter Altar) dar. Das Hauptgemälde des linken Seitenaltares (Josephsaltar) stellt den Tod Josephs (um 1760) dar, das Auszugsbild (von Joseh Karpf, 1733) den Guten Schächer. Auf dem Altarblatt des rechten, der heiligen Anna geweihten Seitenaltars wird die Unterweisung Mariens dargestellt (um 1800).

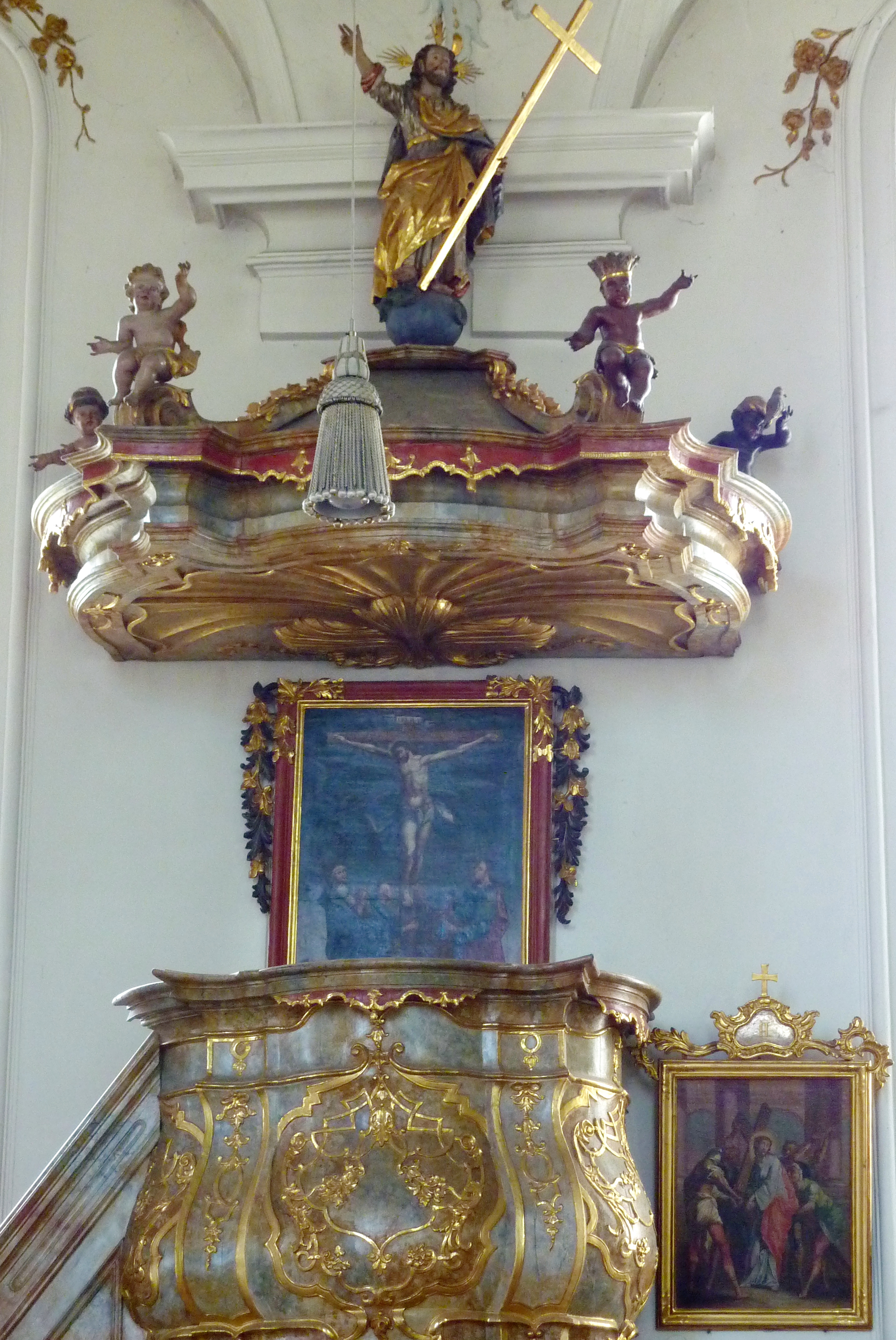
Kanzel

- Die Kanzel wurde 1737 von Elias Amann geschaffen. Die vier auf den Schalldeckelkanten sitzenden Putten symbolisieren die vier Erdteile Asien, Europa, Amerika und Afrika. Sie stammen wie die Figur des Salvator Mundi (Retter der Welt) auf der Bekrönung des Schalldeckels von dem Dillinger Bildhauer Joseph Mayr.
- Die wertvollste Skulptur ist ein spätgotisches Holzrelief aus dem 15. Jahrhundert, das den Tod Mariens darstellt. Die Zwölf Apostel umgeben das Sterbebett Marias, einer hält die Kerze, andere lesen aus der Heiligen Schrift, ein anderer streckt ihr beide Hände entgegen.
- Die Kreuzigungsgruppe mit Maria und Johannes im Langhaus stammt aus der Zeit um 1730.

## Grabplatten
Bis Ende des 17. Jahrhunderts diente die Kirche als Grablege der Freiherren von Pappenheim, worauf auch das Wappen über dem Chorbogen verweist. Ihre Grabplatten sind in den Seitenwänden des Langhauses eingemauert. Bis 1910 waren sie im Fußboden der Kirche eingelassen und sind deshalb sehr stark abgetreten.

## Orgel

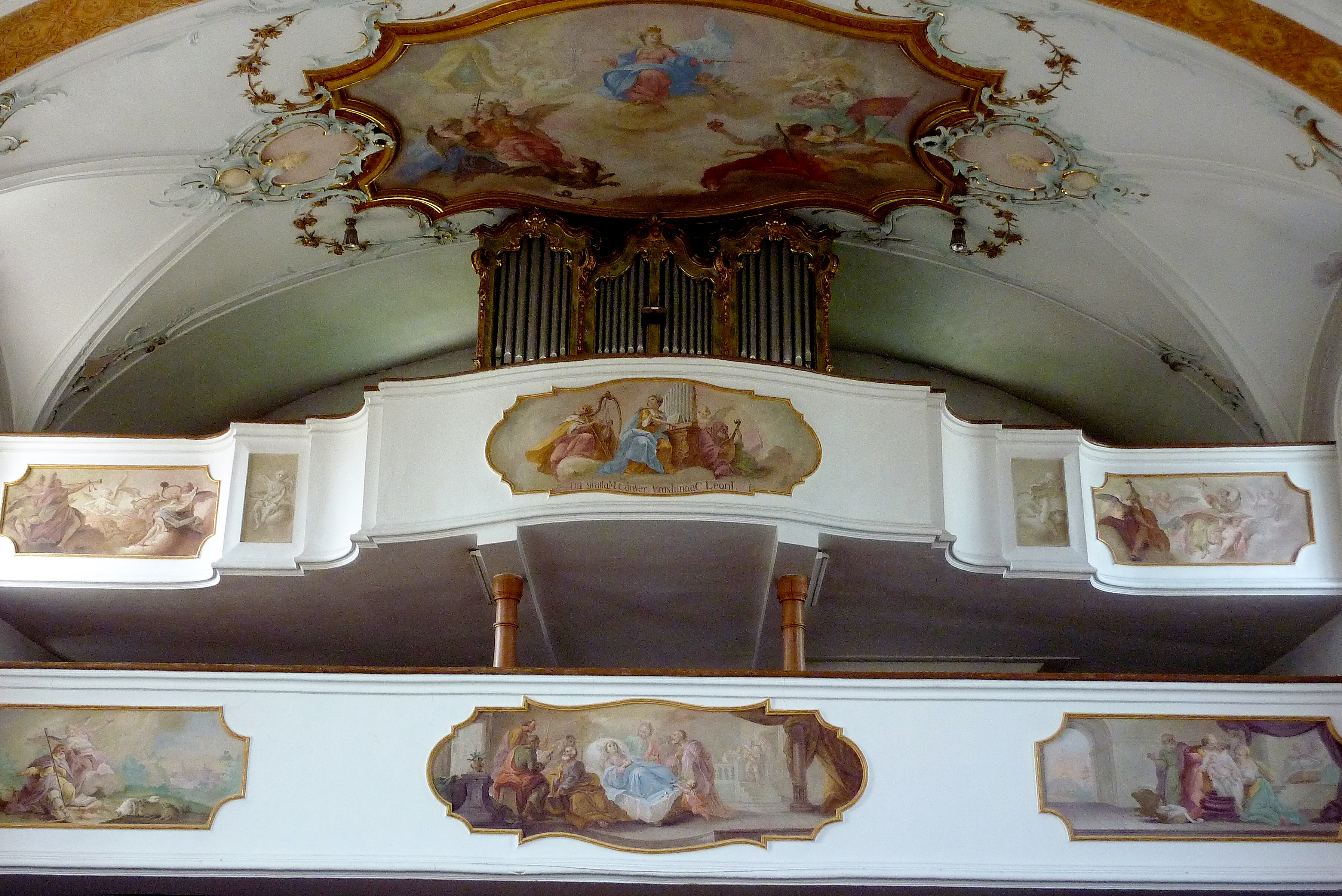
Orgelempore

Die heutige, zweimanualige Orgel wurde 1979 von der Firma G. F. Steinmeyer & Co. aus Oettingen eingebaut. Der neubarocke Orgelprospekt von 1905 ist weitgehend erhalten.